# メッセネの戦い (第一次ポエニ戦争)
メッセネの戦いは、紀元前264年に発生した、共和政ローマとカルタゴの間の最初の戦闘である。この戦闘によって第一次ポエニ戦争が始まった。この頃までにローマは南イタリアを制覇しており、シチリアはローマにとって戦略的な重要性が増していた。

## 背景
シチリア北東のメッセネ（現在のメッシーナ）は紀元前288年以降カンパニア人の傭兵部隊マメルティニが占領していた。シュラクサイ（シラクサ）の僭主ヒエロン2世がマメルティニに対する攻撃を開始すると、マメルティニはローマとカルタゴ双方に軍事援助を求め、まずカルタゴがハンノを司令官とする救援軍を送った。ヒエロン2世はカルタゴとの軍事衝突は望まずその軍をシュラクサイに戻したが、カルタゴ軍はそのままメッセネに留まったため、マメルティニは今度はローマにカルタゴ軍の排除を依頼した。
ギリシャの歴史家ポリュビオスは、その著作である歴史に以下のように記述している。

長期間の考慮の後でも、ローマ元老院はメッセネに軍を送るという執政官からの提案を認めなかった。元老院はメッセネを開放するという結果から得られる利益は、このような一貫性の無い行動により相殺されると考えた。しかしながら、民衆は終わったばかりの戦争（マケドニア王ピュロスとの戦争とそれに続く傭兵の反乱鎮圧）に苦しんでおり、いかなる種類での復旧をも望んでたため、執政官の提案に耳を傾けた。執政官は軍事介入によってローマの安全が担保されるという国家としての利益を強調しただけではなく、市民それぞれが得られる戦利品からの利益についても語ったため、軍の派遣が支持されることとなった。執政官の一人であるアッピウス・クラウディウス・カウデクスが遠征軍の司令官に任ぜられ、メッセネに向かって渡海した。

ローマは自前の海軍を有していないため、南イタリアの同盟ギリシャ都市国家に船を提供させ、昼間にシチリアへの渡海を試みたが、カルタゴ海軍に鹵獲され失敗した。カルタゴ軍の司令官であったハンノはこれをローマに返してローマの介入をさけようとしが、ローマ軍は夜間に渡海を試み成功した。
この後、マメルティニはカルタゴの守備兵をメッセネから追い出し、ローマ軍を招き入れた。ハンノは、その臆病さとメッセネを離れるという判断の誤りから、カルタゴに戻った後に磔にされた。

## 戦闘
ローマ軍はメッセネに入城したが、近郊にはカルタゴ軍とシュラクサイ軍が滞陣していた。カウデクスは交渉のために両軍に使節を派遣したが無視された。このためローマ軍は街を出てまずシュラクサイ軍を破り退却させ、翌日にはカルタゴ軍に向かった。軽歩兵の小競り合いに続き、中央部では両軍歩兵が、両翼では騎兵の戦闘が始まった。しかしながら、ローマ軍が優勢になり、カルタゴ軍は撤退した。

## その後

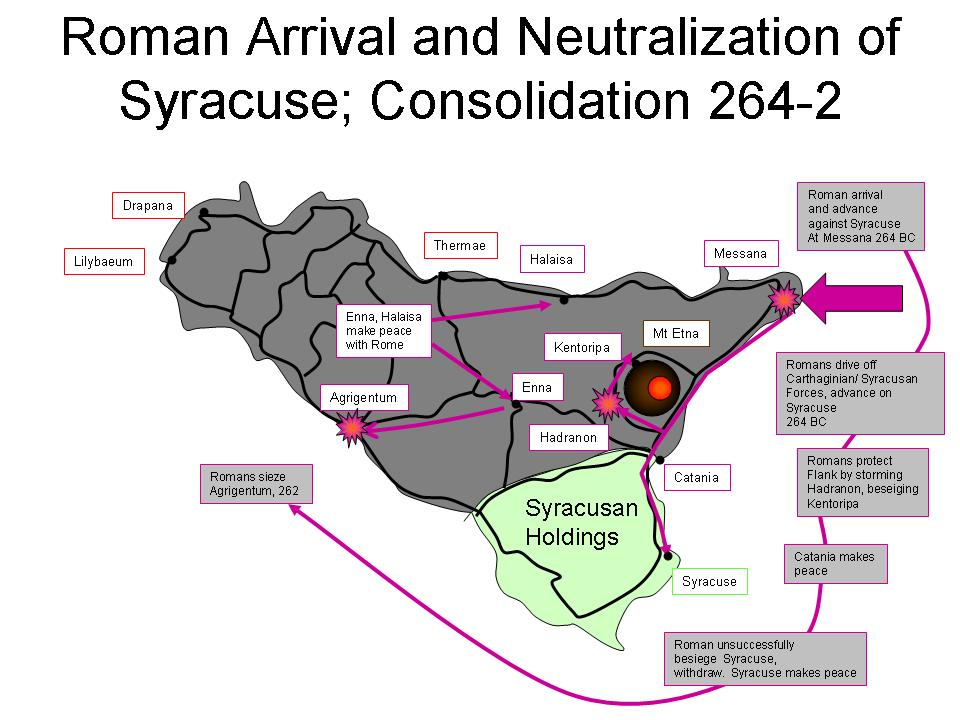
前264年から262年にかけてのローマ軍の動き

メッセネを確保したローマ軍は、紀元前263年にシュラクサイに向かい、ローマとの同盟を強制した。紀元前262年には、ローマとカルタゴの最初の会戦であるアグリゲントゥムの戦いが発生し、ローマはこの戦いにも勝利した。なお、メッセネ（Messene）はこの後ローマと同盟した自由都市となり、メッサナ（Messana）と呼ばれるようになった。

## 参考資料
1. ↑  Goldsworthy, Adrian (2007-04-01). The fall of Carthage: the Punic Wars, 265-146 BC. Cassell. p. 66. ISBN 978-0-304-36642-2 2010年6月23日閲覧。
2. 1 2  Goldsworthy, Adrian (2007-04-01). The fall of Carthage: the Punic Wars, 265-146 BC. Cassell. p. 67. ISBN 978-0-304-36642-2 2010年6月23日閲覧。
3. ↑  Historical Background Archived 2009年5月5日, at the Wayback Machine. Messana I - 264 BC Romans vs Syracusans. Retrieved on 14 December 2008.
4. ↑  Ioannes Zonaras, An Epitome Of The Lost Books Of Dio, 11.8
5. ↑  Ioannes Zonaras, An Epitome Of The Lost Books Of Dio, 11.9
6. ↑  Polybius, 1:11.4-5